# Friederike Mayröcker
Friederike Mayröcker (født 20. december 1924 i Wien, død 4. juni 2021) var en østrigsk forfatter.
Fra 1946 til 1969 var hun lærer i engelsk på forskellige folkeskoler i Wien. Herefter holdt hun orlov frem til 1977, hvor hun lod sig førtidspensionere.
Mayröckers litterære arbejde begyndt i en alder af 15 år, og i 1946 offentliggjorde hun sit første arbejde i tidsskriftet Plan. Som lyriker var hun en anerkendt samtidig kunstner, og hun havde også succes med hørespil, af hvilke hun skrev fire sammen med Ernst Jandl, som hun levede sammen med fra 1954 til hans død i 2000.
Om sit arbejde sagde Mayröcker: "Jeg lever i billeder. Jeg ser alt i billeder, hele min fortid, erindringer er billeder. Jeg laver billeder til sprog, idet jeg går helt ind i billedet. Jeg bevæger mig ind i billedet indtil det bliver til sprog."
I 2021 modtog hun Georg Büchner-prisen.